# El informe de avance de los Jefes Scouts (1966)
El informe de avance fue una publicación producida en 1966 por la Asociación de Scouts del Reino Unido, destinada a modernizar el programa del Movimiento Scout. Se considera el puntapié a nivel mundial del proceso de actualización del Programa de Jóvenes del Movimiento Scout.
El informe fue realizado por un comité de 25 dirigentes scouts destacados convocados para dar respuesta a la pérdida de miembros de la Asociación Scout inglesa.[1]

## El Comité de Análisis
El comité de análisis se formó en enero de 1964, cuando 24 dirigentes Scouts menores de 45 años fueron invitados a "estudiar todos las aspectos del futuro del Movimiento Scout y hacer recomendaciones al Jefe Scout Nacional respecto del desarrollo del movimiento, tanto en el futuro inmediato como para la década de 1970."
El comité de análisis se reunió como un cuerpo durante dos años entre 1964 y 1966.
Realizó seis reuniones plenarias en fines de semana y, además organizó varios sub-comités de estudio adicionales que totalizaron 166 reuniones. A su vez, los presidentes de estos sub-comités realizaron tres reuniones de coordinación.

## Miembros del comité
Los miembros del comité de análisis fueron:
- Presidente: El Jefe Scout, Sir Charles Maclean,
- Secretario: E. W. Hayden, Secretario de Capacitación de la Oficina Nacional.
- J. W. Bereford: Maestro Scout y Auxiliar de Scouts Mayores
- P. R. Blanchflower: Maestro Scout y Jefe del Campo Scout de Adiestramiento de Surrey
- Mayor Carr-Ellison: Comisionado del Condado de Northumberland
- Honorable R.H.V. Cochrane: Comisionado escocés de la Rama Rovers
- J.N. Coffey: Auxiliar del Comisionado del Condado de Cheshire Este
- C.A. Cutress: Comisionado de Distrito en Sussex
- D.F. Dunford: Comisionado de Distrito en Monmouthshire
- J. M. Elliot: Comisionado del Condado Auxiliar en Surrey
- D.W.R. Evans: Asistente de Comisionado del Condado de Essex
- C. R. Griffin: Dirigente de Lobatos en Gran Londres Central
- D. Grisbrook: Dirigente Scout Senior en Leicestershire y Comisionado de la Oficina Scout en Chipre
- C.M. Henderson: Comisionado Viajero para Escocia
- Dr. P. Johnson: Comisionado de distrito y Comisionado Adjunto del Condado de Hampshire
- K.C. Lock: Anteriormente Comisionado de Distrito en North Staffordshire
- Teniente coronel H. Mainwaring: Auxiliar del Comisionado de Cambridgeshire
- J. C. Moorman: asistente del Comisionado del Condado Somerset
- W.B. Moule: Comisionado Nacional de la Rama Lobatos y Akela en Sussex
- J.A.P. Norris: Comisionado de Distrito en Mánchester
- D.I.N. Olliver: Auxiliar del Comisionado del Condado en Yorkshire Central.
- G.S. Preshner: Director Asistente Adjunto en el Campamento de Adiestramiento de Londres
- J.N. Price: Comisionado de Distrito en Lancashire, North West
- L.C. Reynolds: Secretario de Condado y Auxiliar del Comisionado del Condado de Westmorland
- K.H. Stevens: Adjunto del Director Ejecutivo de la Oficina Scout Nacional
- J. B. Young: Asistente de Comisionado del Condado de Glasgow

## El Informe
El informe final a la Mesa del Consejo fue de 200.000 palabras. 
Luego se redujo a 50.000 palabras en una edición publicada para la difusión "popular". Este resumen omite muchos de los argumentos relativos a las 409 recomendaciones.

## Las recomendaciones clave
Las 20 principales recomendaciones fueron:
1. Que la Asociación de Boy Scouts pase a llamarse La Asociación de Scouts.
2. Que los Wolf Cubs (Lobatos) cambien su nombre por Cub Scouts (Cachorros de Scouts).
3. Que la Promesa Scout y la Promesa del Lobato sean la mismo.
4. Que se eliminen de la fórmula de la Promesa Scout las frases "Por mi honor" y "en todo momento".
5. Que se modifique el sistema de formación.
6. Que se modifique el esquema de adelanto de los jóvenes.
7. Que todas las secciones utilicen el mismo saludo Scout.
8. Que "Siempre Listos" sea el lema para todo el Movimiento Scout.
9. Que la edad mínima de admisión en el Movimiento Scout sea de 8 años, y que no haya ramas pre-lobatos.
10. Que la edad máxima para ser miembro de una rama del Movimiento sean la mayoría de edad (20 años).
11. Que en barrios donde hay varias unidades de una sola patrulla se formen Tropa Scouts de alrededor de 36 miembros a través de la fusión de las pequeñas tropas vecinas.
12. Que el registro de "scouts aislados" que no pertenecen a ningún Grupo Scout sea interrumpido.
13. Que se fije un límite máximo de edad para los Scouters y Comisionados.
14. Que haya un incremento en el número de Scouters pagados.
15. Los pantalones cortos sólo serán usados como parte del uniforme por los miembros de la rama Lobatos.
16. Que el texto original de la Ley Scout de 1911 sea reescrito de la siguiente forma:

- 1. El Scout da lo mejor de sí para honrar su promesa.
- 2. El Scout es digno de confianza .
- 3. El Scout es leal.
- 4. El Scout es amistoso y considerado.
- 5. El Scout es un hermano para todos los Scouts.
- 6. El Scout tiene valor en todas las dificultades.
- 7. El Scout hace buen uso de su tiempo y es cuidadoso de los bienes y propiedades.
- 8. El Scout tiene respeto por sí mismo y por los otros.

1. Que haya tres ramas en el Programa Scout del Movimiento Scout:

- 1. Cub Scouts (edades de 8 a 11)
- 2. Scouts (edades de 11 a 16)
- 3. Venture Scouts (edades 16 a 20)

1. Que se fije un conjunto de normas mínimas y, que aquellos grupos que no cumplan estas normas en un período establecido sean cerrados o se fusionen con grupos vecinos:

- 1. Número mínimo de jóvenes: Cub Scouts: 12, Tropa Scout: 12, Scouts mayores: 9
- 2. Número mínimo de dirigentes: por lo menos 2 adultos por cada sección
- 3. Nivel mínimo de los progresos realizados por los miembros de cada sección
- 4. Que cada sección opere el programa apropiado para ese grupo de edad

## Resultados
El informe fue aprobado por la entonces Asociación de Boy Scouts (The Boy Scouts Associacion), quien por el mismo motivo, cambia desde entonces su nombre por el de La Asociación de Scouts (The Scouts Associacion). No obstante sus recomendaciones no fueron bien recibidas por todos sus miembros. Posteriormente, en 1970 se presentó un contra-informe, llamado "El Informe Negro ", elaborado por el "Grupo Scout de acción". 
Este proporcionó algunas propuestas alternativas para el desarrollo del Movimiento y pidió que la asociación scout autorizara, a los grupos que lo desearan, que siguieran el esquema original de Robert Baden-Powell. 
El contenido de este informe no fue aceptado por la Asociación de Scouts, lo que provocó que una fracción formara la Asociación de Scouts de Baden-Powell.[2]
La aplicación parcial de las recomendaciones del informe de avance no logró recuperar inmediatamente la membresía de las ramas mayores ni torcer la tendencia hacia la infantilización del Movimiento Scout inglés.
Los Scouts Mayores y Rovers cayeron de 55.206 registrados en 1966 a apenas 21.698 Venture Scouts en 1969.
Después de la admisión en 1976 de las niñas en la rama de los Venture Scout la mayor membresía histórica registrada fue de 39.307 jóvenes en 1989. 
Para 1998 la mayoría (68 %) de los miembros de la Asociación de Scouts del Reino Unido eran niños menores de 11 años de edad.[3]
Finalmente, la idea de las tres ramas se abandonó en 2001, cuando se crearon cuatro ramas:
- Cub Scouts (8-10)
- Scouts (10-14)
- Explorador Scouts (14-18) y
- Scouts Red (18-24).

La Asociación también presentó una sección de formación pre-lobatos para 6 a 8 años, llamada Castores (Beaver Scouts).[4]